# Демоверсия
Демонстрацио́нная ве́рсия, де́мо-ве́рсия (или просто де́мо), про́бная ве́рсия — предварительная (ограниченная и, как правило, бесплатная) версия продукта, например, компьютерной игры. Название термина — сокращение от слова «демонстрация».
Демоверсии дают представление пользователям о готовящемся продукте и создаются в качестве рекламы и привлечения внимания к будущему продукту. В этом смысле они приравниваются к трейлерам для кинофильмов. Обычно они являются в некотором смысле не готовой к продаже версией полного продукта. По этим причинам в большинстве случаев они распространяются бесплатно.
Демоверсии бывают к:
- компьютерным программам и системам — условно-бесплатное программное обеспечение, прототип;
- компьютерным играм — демонстрационная версия компьютерной игры;
- песням — понятие пересекается с понятием демозапись;
- технологическим деталям или приборам повышенной сложности — технологическая демонстрация.

Демоверсии обычно отличаются от готового продукта следующими вещами:
- представляют только часть готового продукта (например, начало песни, первый уровень игры);
- являются готовым продуктом с урезанными функциями (например, программа, в которой отключено сохранение), либо урезанными данными (могут обрабатывать только заложенные изначально данные), либо обладают недостаточными возможностями (например, отсутствие настройки на конкретных пользователей);
- работают нестабильно (например, неотлаженные программы, пробные версии приборов);
- работают ограниченное время (обычно относится к софту, называется trial-версия) или ограниченное количество операций, после чего возможно несколько вариантов:
  - требуют или постоянно напоминают о регистрации,
  - перестают работать,
  - отключаются некоторые функции,
  - просто их использование становится незаконным;
- показывают только виртуальные функции (например, компьютерная модель материального прибора, локальные версии различных интернет-клиентов);
- включают в себя различные неотключаемые мешающие функции (например, добавление водяных знаков на создаваемые картинки или видео, присутствие рекламных баннеров);
- являются рекламной версией продукта — обычно относится к материальным продуктам. Они могут раздариваться на презентациях в качестве рекламы.

Эти черты не являются необходимыми или достаточными для демоверсий и могут присутствовать в любом составе (в том числе и отсутствовать). Однако необходимым является наличие или хотя бы планирование более готовых версий продукта.